# Vzpon (film)
Vzpon (rusko Восхождение, translit. Voshoždenie) je sovjetski črno-beli dramski film iz leta 1977, ki ga je režirala Larisa Šepitko in zanj tudi napisala scenarij skupaj z Jurijem Klepikovom ter temelji na romanu Sotnikov Vasilija Bikova iz leta 1970. V glavnih vlogah nastopajo Boris Plotnikov, Vladimir Gostjuhin, Sergej Jakovljev, Ljudmila Poljakova in Anatolij Solonicin. Dogajanje je postavljeno v čas druge svetovne vojne, zgodba prikazuje dva sovjetska partizana Sotnikova (Plotnikov) in Ribaka (Gostjuhin) na nalogi pridobivanja hrane v beloruski vasi, pri tem se morata popadati s hudo zimo, okupacijskimi nacističnimi silami in njuno lastno psiho. Film je posnel studio Mosfilm v hudi zimi in snegu januarja 1974 v okolici ruskega mesta Murom. To je bil zadnji film Šepitkove, ki je leta 1979 umrla v prometni nesreči. 
Film je bil premierno prikazan 2. aprila 1977 in je naletel na dobre ocene kritikov. Na Mednarodnem filmskem festivalu v Berlinu je kot prvi sovjetski film osvojil glavno nagrado zlati medved, osvojil je tudi nagradi Mednarodna združenja filmskih kritikov in OCIC ter posebno omembo Interfilma. Izbran je bil za sovjetskega kandidata za oskarja za najboljši tujejezični film na 50. podelitvi oskarjev, toda ni prišel v ožji izbor. Julija 2018 je bil predvajan na Beneškem filmskem festivalu v sklopu beneških klasik.

## Vloge
- Boris Plotnikov kot Sotnikov
- Vladimir Gostjuhin kot Ribak
- Sergej Jakovljev kot vaški starešina
- Ljudmila Poljakova kot Demčiha
- Viktorija Goldentul kot Basja Mejer
- Anatolij Solonicin kot Portnov
- Marija Vinogradova kot žena vaškega starešine
- Nikolaj Sektimenko kot Stas'